# 西陂天后宫
24°58′13″N 116°51′04″E / 24.97028°N 116.85111°E
西陂天后宫位于福建永定区高陂乡西陂村，主祀妈祖女神。2006年被列为第六批全国重点文物保护单位。

## 历史
西陂天后宫始建于明嘉靖二十一年（1542年），落成于清康熙元年（1662年）。西陂村民多为林姓，因乡民渡海移民往东南亚等地，因此修建天后宫祈求妈祖保佑。

## 建筑
西陂天后宫由大门、戏台、大宝殿和登云馆组成，占地6435平方米。主体建筑为7层塔式结构，通高40余米，俗称“文塔”。底层为主殿，供奉主神天后，二至五层，分祀关帝、文昌帝君、魁星和仓颉。
- 东侧隔溪远眺
- 北面（正面）
- 北面及东面
- 南面
- 大门
- 倒座戏台
- 倒座戏台
- 倒座戏台藻井
- 大殿
- 大殿
- 大殿
- 塔身底层